# 벤투스
벤투스(영어: Ventus, 일본어: ヴェントゥス)는 컴퓨터 게임 "킹덤 하츠 시리즈'에 등장하는 캐릭터.